# Feria Internacional de Barquisimeto
La Feria Internacional de Barquisimeto es el nombre de una feria que tiene lugar cada año en la ciudad venezolana de Barquisimeto en el Estado Lara. Se realiza desde 1967 con motivo de las fiestas de fundación de la ciudad (14 de septiembre). En la actualidad se realiza en el Complejo Ferial Bicentenario Barquisimeto con su emblemático Monumento Ferial de Barquisimeto.
La Feria Internacional de Barquisimeto ha venido evolucionando a través de sus ediciones en las cuales diversas atracciones se presentan, como parques, conciertos, exposiciones, concursos, feria ganadera, entre otras actividades.

## Historia
Estas ferias iniciaron en 1967, pero también se realizaron en años anteriores, como por ejemplo, en 1952 por el cuatricentenario de la ciudad. En 1976 pasó a llamarse «Feria de la Divina Pastora» y en 1978 se nombraron como Feria Internacional de Barquisimeto.
Estas ferias contaban con parque de atracciones, con un icónico Tobogán. Además, uno de los sitios que representaba la feria era la famosa Plaza de las Banderas, donde estaba también el Monumento Ferial de Barquisimeto. Con el paso de los años se incorporaron eventos como una carrera, organizada por el Instituto Municipal de Deporte, una misa y sesión especial del Concejo Municipal a propósito del aniversario de la ciudad. Y un desfile de reinas desde la Flor de Venezuela hasta el Complejo Ferial Bicentenario.